# Xã Grant, Quận Osborne, Kansas
Xã Grant (tiếng Anh: Grant Township) là một xã thuộc quận Osborne, tiểu bang Kansas, Hoa Kỳ. Năm 2010, dân số của xã này là 30 người.